# PureMVC
PureMVC est un framework permettant de créer des applications basées sur l'architecture Modèle-Vue-Contrôleur. D'abord implémenté dans le langage ActionScript pour être utilisé avec Adobe Flex, Flash et AIR, ce framework a été porté sur la plupart des plates-formes de développement utilisées dans l'industrie